# 黑尾軸胎䲁
黑尾軸胎䲁（學名：Axoclinus nigricaudus），為條鰭魚綱䲁形目三鰭䲁科軸胎䲁屬的一個種，分布於中太平洋東部加利福尼亞海域，深度0至3公尺，本魚體短小強壯，頭大，鼻孔及眼上各有1對觸鬚，上顎兩側沒有牙齒，三個背鰭，背鰭硬棘15-16枚、背鰭軟條10-11枚、臀鰭硬棘2枚、臀鰭軟條18枚，側線自鰓蓋上緣向側軸中部逐漸下降，有15-16片管狀鱗片，其後有18-19片缺刻鱗，頭部、胸部、腹部、胸鰭基部無鱗，雌魚體上方為綠色至褐色，下方為白色，側面有五條斜的棕色至黑色條紋，包括尾根處的黑色帶，尾鰭透明，基部有細白條紋；雄魚前4條體側條紋沿中線退化為黑色斑點，尾鰭黑色，基部有細白條紋，體長可達4.5公分，棲息在水淺的礁石區，雌魚產附著性卵在藻類築的巢，雄魚會守護卵，幼魚為浮游性，雜食性，主要以藻類及小型之無脊椎動物為食，生活習性不明。